# Ghosts V: Together
Ghosts V: Together es el décimo álbum de estudio de la banda de rock industrial Nine Inch Nails, fue lanzado el 26 de marzo de 2020 a través de The Null Corporation como una descarga gratuita como una muestra de solidaridad con los fanáticos de la banda durante la pandemia de COVID-19. Es una continuación del álbum instrumental de Ghosts I–IV (2008), y lanzado simultáneamente con su undécimo álbum, Ghosts VI: Locusts.

## Antecedentes
Ghosts V: Together fue un lanzamiento no anunciado previamente para su descarga gratuita a través del sitio web oficial de Nine Inch Nails, el canal de YouTube y las plataformas de transmisión. Trent Reznor tuiteó: "¿Alguien por ahí? Nuevos clavos de nueve pulgadas ahora. Ghosts V–VI. Horas y horas de música gratis. Algunas son un poco felices, otras no tanto". El sitio web de la banda agregó: "A medida que las noticias parecen volverse cada vez más sombrías por horas, nos encontramos vacilando salvajemente entre sentir que a veces puede haber esperanza de desesperación, a menudo cambiando minuto a minuto. Aunque cada uno de nosotros definimos nosotros mismos como antisociales que preferimos estar solos, esta situación realmente nos ha hecho apreciar el poder y la necesidad de CONEXIÓN".

## Lista de canciones
| N.º | Título                        | Duración |  |
| 1.  | «Letting Go While Holding On» | 9:39     |  |
| 2.  | «Together»                    | 10:04    |  |
| 3.  | «Out in the Open»             | 5:16     |  |
| 4.  | «With Faith»                  | 9:41     |  |
| 5.  | «Apart»                       | 13:36    |  |
| 6.  | «Your Touch»                  | 4:28     |  |
| 7.  | «Hope We Can Again»           | 7:27     |  |
| 8.  | «Still Right Here»            | 10:12    |  |